# Universitair Centrum Psychiatrie
Het Universitair Centrum Psychiatrie (UCP) is een psychiatrisch ziekenhuis en onderdeel van het Universitair Medisch Centrum Groningen in Groningen. Het gebouw staat los van het centraal medisch complex en bevindt zich in de Groningse wijk Centrum. De drie kerntaken zijn gezondheidszorg, onderwijs en onderzoek. Het UCP is een expertisecentrum voor de GGZ in Noord-Nederland. Patiënten kunnen hier terecht met ernstige psychiatrische problemen voor wie reguliere behandeling niet afdoende is.

## Personeelsopbouw
| Soort:                           | Percentage: |
| -------------------------------- | ----------- |
| verpleging en verzorging         | 25          |
| onderzoek en onderwijs           | 25          |
| arts assistenten                 | 12          |
| psychologen                      | 9           |
| academisch medisch specialisten  | 8           |
| ondersteunend behandelaren       | 8           |
| bestuur, staf en ondersteuning   | 8           |
| zorgadministratie en DBC kantoor | 5           |

## Zorgaanbod[1]
| Behandeling                                                                                                | Aantal: |
| --- | ------- |
| Stemmings- en angststoornissen                                                                             | 2146    |
| Therapieën: - psycho motorische therapie (PMT) - beeldende therapie - arbeidstherapie - trajectbegeleiding | 1008    |
| Ouderenpsychiatrie                                                                                         | 588     |
| Psychosen                                                                                                  | 522     |
| Soma en Psyche                                                                                             | 909     |
| Crisis, diagnostiek en ontwikkeling                                                                        | 1008    |

## Huisvesting
Voor een nieuwbouw voor het UCP werd een Europese aanbesteding uitgeschreven. Deze werd in 2018 gegund aan architectenbureau Atelier PRO en Vakwerk en ingenieursbureau Pieters Bouwtechniek. De opdracht is om van het circa 14.000 m2 grote complex zodanig te bouwen dat functieveranderingen in de toekomst eenvoudig inpasbaar zijn. Een tunnel en een luchtbrug verbinden het UCP met het hoofdcomplex van het UMCG. Bij het ontwerp wordt rekening gehouden met de aardbevingsbestendigheid van de constructie en flexibiliteit en uitbreidbaarheid van de installaties.